# Stefan Höck
Stefan Höck (ur. 10 maja 1963 w Benediktbeuern) – niemiecki biathlonista reprezentujący RFN, srebrny medalista igrzysk olimpijskich.

## Kariera
Pierwszy sukces w karierze osiągnął w 1982 roku, zdobywając podczas mistrzostw świata juniorów w Mińsku brązowy medal w sztafecie. W indywidualnych zawodach Pucharu Świata zadebiutował 17 stycznia 1985 roku w Oberhofie, zajmując 40. miejsce w biegu indywidualnym. Pierwsze punkty (do sezonu 2000/2001 punkty zdobywało 25. najlepszych zawodników) zdobył 26 stycznia 1985 roku w Anterselvie, zajmując 14. miejsce w sprincie. Na podium zawodów tego cyklu jedyny raz stanął 30 stycznia 1988 roku w Ruhpolding, wygrywając sprint. W zawodach tych wyprzedził Włocha Johanna Passlera i swojego rodaka Petera Angerera. Najlepsze wyniki osiągnął w sezonie 1987/1988, zajął 13. miejsce w klasyfikacji generalnej.
W 1988 roku wystartował na igrzyskach olimpijskich w Calgary, wspólnie z Ernstem Reiterem, Peterem Angererem i Fritzem Fischerem zdobywając srebrny medal w sztafecie. Zajął tam również 26. miejsce w sprincie. Były to jego jedyne starty olimpijskie. Zajął też między innymi 20. miejsce w sprincie podczas mistrzostw świata w Mińsku/Oslo/Kontiolahti w 1990 roku.

## Osiągnięcia

### Igrzyska olimpijskie
| Rok  | Miejscowość | Konkurencje | Konkurencje | Konkurencje | Konkurencje | Konkurencje | Konkurencje | Konkurencje |
| Rok  | Miejscowość | IN          | SP          | PU          | MS          | RL          | MR          | SR          |
| ---- | ----------- | ----------- | ----------- | ----------- | ----------- | ----------- | ----------- | ----------- |
| 1988 | Calgary     | –           | 26.         | nd.         | nd.         | 2.          | nd.         | –           |

### Mistrzostwa świata
| Rok  | Miejscowość            | Konkurencje | Konkurencje | Konkurencje | Konkurencje | Konkurencje | Konkurencje | Konkurencje |
| Rok  | Miejscowość            | IN          | SP          | PU          | MS          | RL          | MR          | SR          |
| ---- | ---------------------- | ----------- | ----------- | ----------- | ----------- | ----------- | ----------- | ----------- |
| 1985 | Ruhpolding             | –           | 43.         | nd.         | nd.         | –           | nd.         | –           |
| 1990 | Mińsk/Oslo/Kontiolahti | –           | 20.         | nd.         | nd.         | –           | nd.         | –           |

### Puchar Świata

#### Miejsca w klasyfikacji generalnej
| Sezon     | Miejsce |
| --------- | ------- |
| 1984/1985 | 49.     |
| 1987/1988 | 13.     |
| 1988/1989 | 27.     |
| 1989/1990 | 65.     |

#### Miejsca na podium chronologicznie
| Lp. | Dzień       | Rok  | Miejscowość | Konkurencja     | Lokata | Pudła | Czas biegu | Strata | Zwycięzca |
| --- | ----------- | ---- | ----------- | --------------- | ------ | ----- | ---------- | ------ | --------- |
| 1.  | 30 stycznia | 1988 | Ruhpolding  | Sprint na 10 km | 1.     | 0+1   | 30:22,3    | –      | –         |